# Shockwave (Liam Gallagher)
Shockwave è un singolo del cantautore britannico Liam Gallagher, pubblicato il 5 giugno 2019 come primo estratto dal secondo album in studio Why Me? Why Not..
La canzone si è piazzata al primo posto nella Official Trending Chart nella settimana del proprio lancio.

## Video musicale
Il videoclip è stato girato a Budapest nel giro di due giorni, nel maggio 2019, ed è stato diffuso il 13 giugno dello stesso anno.
Nel video Gallagher si allontana da un palazzo in fiamme, viaggia a bordo di un treno e cammina attraverso una folla di manifestanti.

## Tracce
1. Shockwave – 3:31